# Turtle Lake (Wisconsin)
Turtle Lake és una població dels Estats Units a l'estat de Wisconsin. Segons el cens del 2000 tenia 1.065 habitants.

## Demografia
Segons el cens del 2000, Turtle Lake tenia 1.065 habitants, 475 habitatges, i 268 famílies. La densitat de població era de 146,9 habitants per km².
Dels 475 habitatges en un 30,7% hi vivien nens de menys de 18 anys, en un 37,5% hi vivien parelles casades, en un 14,5% dones solteres, i en un 43,4% no eren unitats familiars. En el 38,5% dels habitatges hi vivien persones soles el 16,6% de les quals corresponia a persones de 65 anys o més que vivien soles. El nombre mitjà de persones vivint en cada habitatge era de 2,24 i el nombre mitjà de persones que vivien en cada família era de 2,92.
Per edats la població es repartia de la següent manera: un 26,1% tenia menys de 18 anys, un 10,5% entre 18 i 24, un 25,2% entre 25 i 44, un 20,6% de 45 a 60 i un 17,7% 65 anys o més.
L'edat mediana era de 38 anys. Per cada 100 dones de 18 o més anys hi havia 90,1 homes.
La renda mediana per habitatge era de 29.485 $ i la renda mediana per família de 36.875 $. Els homes tenien una renda mediana de 28.750 $ mentre que les dones 19.167 $. La renda per capita de la població era de 16.591 $. Aproximadament el 12,9% de les famílies i el 16,5% de la població estaven per davall del llindar de pobresa.

## Poblacions més properes
El següent diagrama mostra les poblacions més properes.